# Dirk Rosez
Dirk Rosez (Dendermonde, 5 januari 1961) is een gewezen Belgisch voetballer. Hij was als doelman meer dan 15 seizoenen actief in de eerste klasse.

## Carrière
Dirk Rosez maakte als 18-jarige zijn opwachting in de A-kern van KSK Beveren. Aanvankelijk was de jonge doelman de doublure van Jean-Marie Pfaff, later kreeg hij er ook de concurrentie van Filip De Wilde bij. Rosez werd begin jaren 80 dan ook even uitgeleend aan tweedeklasser Eendracht Aalst. Na het vertrek van De Wilde naar RSC Anderlecht werd Rosez bij Beveren eerste doelman.
In 1990 degradeerde Beveren naar de tweede klasse. Rosez verliet Beveren en maakte plaats voor de getalenteerde reservedoelman Geert De Vlieger. Zelf maakte de toen 29-jarige doelman de overstap naar Standard Luik. Rosez werd bij de Rouches twee seizoenen lang de doublure van Gilbert Bodart. Nadien verhuisde hij naar RWDM, waar hij opnieuw eerste doelman werd. Hij verdedigde gedurende zes seizoenen het doel van de Brusselse club. In 1997 viel Rosez' naam in een vermeend omkoopschandaal. Eddy Roelandt, toenmalig jeugdcoördinator van Beveren, zou Rosez benaderd hebben in naam van Eendracht Aalst, dat toen net als RWDM in de eerste klasse speelde. Op het einde van het seizoen degradeerde RWDM en zette de toen 37-jarige doelman een stap terug. Hij ging aan de slag bij derdeklasser RAEC Mons, met wie hij in 2000 de promotie naar de tweede klasse afdwong. Een jaar later zette hij een punt achter zijn spelerscarrière.

## Statistieken
| Seizoen | Club            | Competitie     | Competitie | Competitie |
| Seizoen | Club            | Competitie     | Wed.       | Dlp.       |
| ------- | --------------- | -------------- | ---------- | ---------- |
| 1979/80 | KSK Beveren     | Eerste klasse  | 0          | 0          |
| 1980/81 | KSK Beveren     | Eerste klasse  | 10         | 0          |
| 1981/82 | Eendracht Aalst | Tweede klasse  | 29         | 0          |
| 1982/83 | KSK Beveren     | Eerste klasse  | 0          | 0          |
| 1983/84 | KSK Beveren     | Eerste klasse  | 0          | 0          |
| 1984/85 | KSK Beveren     | Eerste klasse  | 2          | 0          |
| 1985/86 | KSK Beveren     | Eerste klasse  | 1          | 0          |
| 1986/87 | KSK Beveren     | Eerste klasse  | 1          | 0          |
| 1987/88 | KSK Beveren     | Eerste klasse  | 34         | 0          |
| 1988/89 | KSK Beveren     | Eerste klasse  | 34         | 0          |
| 1989/90 | KSK Beveren     | Eerste klasse  | 34         | 0          |
| 1990/91 | Standard Luik   | Eerste klasse  | 3          | 0          |
| 1991/92 | Standard Luik   | Eerste klasse  | 0          | 0          |
| 1992/93 | RWDM            | Eerste klasse  | 32         | 0          |
| 1993/94 | RWDM            | Eerste klasse  | 34         | 0          |
| 1994/95 | RWDM            | Eerste klasse  | 31         | 0          |
| 1995/96 | RWDM            | Eerste klasse  | 32         | 0          |
| 1996/97 | RWDM            | Eerste klasse  | 33         | 0          |
| 1997/98 | RWDM            | Eerste klasse  | 32         | 0          |
| 1998/99 | RAEC Mons       | Derde klasse A | 27         | 0          |
| 1999/00 | RAEC Mons       | Derde klasse B | 22         | 0          |
| 2000/01 | RAEC Mons       | Tweede klasse  | 2          | 0          |
| Totaal  | Totaal          | Totaal         | 393        | 0          |